# Sceau de Niue
Le sceau de Niue, ou le sceau public de Niue (en anglais : Public Seal of Niue), est le sceau officiel de l'état insulaire de Niue. Il est adopté en septembre 2021. La première version du sceau est créée en 1974, lorsque Niue obtient son statut d'autonomie en libre association avec la Nouvelle-Zélande.

## Histoire
Avant 1974, Niue utilisait les armoiries de la Nouvelle-Zélande. La Constitution de Niue, adoptée en 1974, prévoit la création d'un sceau unique pour l'île. Le sceau est détenu par le président de l'Assemblée de Niue et doit être utilisé pour authentifier les documents publics ou pour confirmer l'adoption de nouvelles lois par le Cabinet de Niue. Le président est également chargé de s'assurer que le sceau n'est pas utilisé à mauvais escient. Tous les avis judiciaires à Niue sont apposés avec le sceau. En 1977, à la suite d'une demande de l'Assemblée de Niue, le Parlement de Nouvelle-Zélande adopte la loi sur le sceau de la Nouvelle-Zélande (Seal of New Zealand Act) avec un amendement relatif à Niue pour aligner la conception du sceau public de Niue sur les autres nations du royaume de Nouvelle-Zélande. Avant 2007, le sceau de Niue est utilisé aux Tokelau pour confirmer l'adoption de la loi. En 2007, le Tokelau Amendment Act 2007  est adopté, il remplace l'utilisation du sceau de Niue aux Tokelau et le substitut par « sous la main de l'administrateur des Tokelau ».
Le Cabinet de Niue approuve un nouveau modèle pour le sceau de Niue conformément à l'article 15 de la Constitution de Niue, et l'Assemblée de Niue adopte une loi pour son utilisation le 29 septembre 2021. Cependant, ce modèle à déjà été utilisé sur des pièces commémoratives produites pour Niue par la Monnaie de Nouvelle-Zélande (en) au moins dès 2019.

## Sceau actuel
La conception du sceau de 2021 se compose d'une couronne (représentant le souverain en tant que chef de l'État), montée sur un cercle extérieur bleu sous la forme d'une guirlande traditionnelle niéenne de 14 coquillages (représentant les 14 villages de Niue). Le cercle extérieur entoure un cercle intérieur vert de motifs hiapo, représentant fonua (terre), à l'intérieur duquel se trouvent des dessins stylisés d'un arbre, représentant la vie et tagata Niue (le peuple de Niue). Celui-ci repose sur un parchemin portant la devise « Atua, Niue Tukulagi » (Dieu, Niue éternellement) et deux katoua (longues massues), représentant la défense et la sécurité. Entre les cercles extérieur et intérieur se trouvent les mots « Public Seal of Niue » (Sceau public de Niue),.

## Ancienne version

Sceau de Niue de 1974 à 2021.

Le sceau de Niue de 1974 a en son centre les armoiries de la Nouvelle-Zélande, composé d'un écu divisé en quatre points. Au premier point se trouve la constellation de la Croix du Sud, au deuxième une toison d'or, une gerbe de blé au troisième et deux marteaux croisés au quatrième. Par-dessus les quatre points apparaît au centre une bande blanche sur laquelle se trouvent trois navires noirs. L'écu est soutenu par une femme vêtue d'une robe blanche portant le drapeau de la Nouvelle-Zélande, représentant la population issue d'immigrants européens (principalement britanniques), et un guerrier maori armé d'un taiaha, représentant la population indigène. Sur le timbre se trouve une couronne, et au pied du bouclier se trouve un ruban avec les mots « Nouvelle-Zélande ». Le sceau est dans un cercle blanc, avec marqué « Public Seal of Niue » (Sceau public de Niue) en haut et « Niue » en bas.